# Richárd Osváth
Dans le nom hongrois Osváth Richárd, le nom de famille précède le prénom, mais cet article utilise l’ordre habituel en français Richárd Osváth, où le prénom précède le nom.
Richárd Osváth, né le 28 mai 1985 à Satu Mare (Roumanie), est un escrimeur handisport roumain, mais tirant sous les couleurs de la Hongrie. Avant son handicap, il était déjà escrimeur de haut niveau, champion de Roumanie à six reprises entre 1998 et 2006 au fleuret.
Paralysé d'une jambe en 2008, il se tourne vers l'escrime handisport et, en l'absence d'une équipe nationale en Roumanie, accepte de rejoindre la Hongrie qui lui propose son soutien. Aux Jeux paralympiques d'été de 2012, à Londres, il complète un podium derrière deux Chinois en battant le Français Damien Tokatlian pour le bronze.
Durant les Jeux de 2016, il se qualifie pour les finales du sabre et du fleuret, mais perd ces deux matchs et obtient deux médailles d'argent.

## Palmarès
- Jeux paralympiques
  -  Médaille d'argent au fleuret aux Jeux paralympiques de 2020 à Tokyo
  -  Médaille d'argent au fleuret aux Jeux paralympiques de 2016 à Rio de Janeiro
  -  Médaille d'argent au sabre aux Jeux paralympiques de 2016 à Rio de Janeiro
  -  Médaille de bronze au sabre aux Jeux paralympiques de 2012 à Londres